# Qualificazioni al campionato europeo femminile under 18 di pallavolo 2013
Le qualificazioni al campionato europeo pre-juniores di pallavolo femminile 2013 si sono svolte dal 3 al 7 gennaio 2013: al torneo hanno partecipato ventinove squadre nazionali pre-juniores europee e nove di queste si sono qualificate per il Campionato europeo femminile under 18 di pallavolo 2013.

## Regolamento
Le squadre hanno disputato una fase a gironi con formula del girone all'italiana: la prima classificata di ogni girone e le quattro migliori seconde si sono qualificate per il Campionato europeo femminile under 18 di pallavolo 2013.

## Squadre partecipanti
| - Austria - Azerbaigian - Belgio - Bielorussia - Bulgaria - Croazia - Danimarca - Estonia | - Germania - Inghilterra - Finlandia - Francia - Grecia - Israele - Italia - Lituania | - Lettonia - Norvegia - Paesi Bassi - Polonia - Portogallo - Rep. Ceca - Romania - Russia | - Slovacchia - Slovenia - Spagna - Ucraina - Ungheria |

## Torneo
| Girone A    | Girone B   | Girone C    | Girone D   | Girone E    |
| ----------- | ---------- | ----------- | ---------- | ----------- |
| Belgio      | Germania   | Austria     | Bulgaria   | Azerbaigian |
| Bielorussia | Lituania   | Inghilterra | Croazia    | Danimarca   |
| Estonia     | Portogallo | Lettonia    | Israele    | Finlandia   |
| Italia      | Rep. Ceca  | Paesi Bassi | Slovacchia | Francia     |
| Norvegia    | Ungheria   | Polonia     | Slovenia   | Grecia      |
| Russia      | -          | Ucraina     | Romania    | Spagna      |

### Girone A

#### Risultati
| 3 gennaio 2013 KSK Luch Moscow Hall, Mosca Durata: 1h:07 - Spettatori: 100 | Belgio      | 3 - 0 | Norvegia    | 25-12, 25-14, 25-14               |
| 3 gennaio 2013 KSK Luch Moscow Hall, Mosca Durata: 1h:13 - Spettatori: 200 | Italia      | 3 - 0 | Bielorussia | 25-20, 25-17, 25-20               |
| 3 gennaio 2013 KSK Luch Moscow Hall, Mosca Durata: 0h:58 - Spettatori: 200 | Russia      | 3 - 0 | Estonia     | 25-8, 25-10, 25-11                |
| 4 gennaio 2013 KSK Luch Moscow Hall, Mosca Durata: 1h:33 - Spettatori: 100 | Bielorussia | 1 - 3 | Belgio      | 25-22, 18-25, 16-25, 24-26        |
| 4 gennaio 2013 KSK Luch Moscow Hall, Mosca Durata: 1h:49 - Spettatori: 150 | Estonia     | 1 - 3 | Norvegia    | 25-20, 24-26, 23-25, 24-26        |
| 4 gennaio 2013 KSK Luch Moscow Hall, Mosca Durata: 2h:00 - Spettatori: 500 | Russia      | 2 - 3 | Italia      | 25-18, 19-25, 23-25, 25-20, 12-15 |
| 5 gennaio 2013 KSK Luch Moscow Hall, Mosca Durata: 1h:00 - Spettatori: 50  | Norvegia    | 0 - 3 | Bielorussia | 12-25, 11-25, 15-25               |
| 5 gennaio 2013 KSK Luch Moscow Hall, Mosca Durata: 0h:53 - Spettatori: 100 | Italia      | 3 - 0 | Estonia     | 25-11, 25-9, 25-11                |
| 5 gennaio 2013 KSK Luch Moscow Hall, Mosca Durata: 1h:44 - Spettatori: 100 | Belgio      | 1 - 3 | Russia      | 16-25, 25-17, 20-25, 15-25        |
| 6 gennaio 2013 KSK Luch Moscow Hall, Mosca Durata: 1h:05 - Spettatori: 50  | Estonia     | 0 - 3 | Bielorussia | 11-25, 23-25, 16-25               |
| 6 gennaio 2013 KSK Luch Moscow Hall, Mosca Durata: 1h:13 - Spettatori: 150 | Italia      | 3 - 0 | Belgio      | 25-21, 25-20, 25-11               |
| 6 gennaio 2013 KSK Luch Moscow Hall, Mosca Durata: 1h:05 - Spettatori: 50  | Estonia     | 0 - 3 | Bielorussia | 11-25, 23-25, 16-25               |
| 7 gennaio 2013 KSK Luch Moscow Hall, Mosca Durata: 1h:57 - Spettatori: 50  | Belgio      | 3 - 0 | Estonia     | 25-15, 25-11, 25-12               |
| 7 gennaio 2013 KSK Luch Moscow Hall, Mosca Durata: 0h:54 - Spettatori: 100 | Norvegia    | 0 - 3 | Italia      | 15-25, 11-25, 10-25               |
| 7 gennaio 2013 KSK Luch Moscow Hall, Mosca Durata: 1h:18 - Spettatori: 250 | Bielorussia | 0 - 3 | Russia      | 23-25, 22-25, 21-25               |

#### Classifica
| Pos | Squadra     | Pt | G | V | P | SV | SP | Ratio | PF  | PS  | Ratio |
| --- | ----------- | -- | - | - | - | -- | -- | ----- | --- | --- | ----- |
| 1   | Italia      | 14 | 5 | 5 | 0 | 15 | 2  | 7.500 | 403 | 280 | 1.439 |
| 2   | Russia      | 13 | 5 | 4 | 1 | 14 | 4  | 3.500 | 421 | 312 | 1.349 |
| 3   | Belgio      | 9  | 5 | 3 | 2 | 10 | 7  | 1.429 | 376 | 328 | 1.146 |
| 4   | Bielorussia | 6  | 5 | 2 | 3 | 7  | 9  | 0.778 | 356 | 336 | 1.060 |
| 5   | Norvegia    | 3  | 5 | 1 | 4 | 3  | 13 | 0.231 | 249 | 396 | 0.629 |
| 6   | Estonia     | 0  | 5 | 0 | 5 | 1  | 15 | 0.067 | 244 | 397 | 0.615 |

### Girone B

#### Risultati
| 3 gennaio 2013 Sportovní hala Vodova, Brno Durata: 1h:08 - Spettatori: 300 | Lituania   | 0 - 3 | Ungheria   | 13-25, 22-25, 13-25               |
| 3 gennaio 2013 Sportovní hala Vodova, Brno Durata: 1h:14 - Spettatori: 450 | Rep. Ceca  | 3 - 0 | Portogallo | 25-23, 25-14, 25-10               |
| 4 gennaio 2013 Sportovní hala Vodova, Brno Durata: 1h:01 - Spettatori: 220 | Lituania   | 0 - 3 | Germania   | 6-25, 14-25, 14-25                |
| 4 gennaio 2013 Sportovní hala Vodova, Brno Durata: 1h:28 - Spettatori: 340 | Ungheria   | 0 - 3 | Rep. Ceca  | 13-25, 15-25, 30-32               |
| 5 gennaio 2013 Sportovní hala Vodova, Brno Durata: 1h:18 - Spettatori: 80  | Germania   | 3 - 0 | Portogallo | 25-21, 25-17, 25-20               |
| 5 gennaio 2013 Sportovní hala Vodova, Brno Durata: 1h:10 - Spettatori: 250 | Rep. Ceca  | 3 - 0 | Lituania   | 25-14, 25-9, 25-21                |
| 6 gennaio 2013 Sportovní hala Vodova, Brno Durata: 2h:01 - Spettatori: 50  | Ungheria   | 2 - 3 | Germania   | 25-20, 26-24, 17-25, 14-25, 5-15  |
| 6 gennaio 2013 Sportovní hala Vodova, Brno Durata: 1h:38 - Spettatori: 60  | Portogallo | 3 - 1 | Lituania   | 25-22, 25-14, 26-28, 25-10        |
| 7 gennaio 2013 Sportovní hala Vodova, Brno Durata: 2h:11 - Spettatori: 70  | Portogallo | 2 - 3 | Ungheria   | 26-24, 25-20, 23-25, 20-25, 14-16 |
| 7 gennaio 2013 Sportovní hala Vodova, Brno Durata: 1h:54 - Spettatori: 600 | Germania   | 3 - 1 | Rep. Ceca  | 25-20, 20-25, 25-21, 25-19        |

#### Classifica
| Pos | Squadra    | Pt | G | V | P | SV | SP | Ratio | PF  | PS  | Ratio |
| --- | ---------- | -- | - | - | - | -- | -- | ----- | --- | --- | ----- |
| 1   | Germania   | 11 | 4 | 4 | 0 | 12 | 3  | 4.000 | 354 | 264 | 1.341 |
| 2   | Rep. Ceca  | 9  | 4 | 3 | 1 | 10 | 3  | 3.333 | 317 | 244 | 1.299 |
| 3   | Ungheria   | 6  | 4 | 2 | 2 | 8  | 8  | 1.000 | 330 | 347 | 0.951 |
| 4   | Portogallo | 4  | 4 | 1 | 3 | 5  | 10 | 0.500 | 314 | 334 | 0.940 |
| 5   | Lituania   | 0  | 4 | 0 | 4 | 1  | 12 | 0.083 | 200 | 326 | 0.614 |

### Girone C

#### Risultati
| 3 gennaio 2013 Regional Sports School, Luc'k Durata: 1h:04 - Spettatori: 300 | Lettonia    | 0 - 3 | Polonia     | 15-25, 9-25, 16-25                |
| 3 gennaio 2013 Regional Sports School, Luc'k Durata: 0h:54 - Spettatori: 450 | Ucraina     | 3 - 0 | Inghilterra | 25-12, 25-13, 25-11               |
| 3 gennaio 2013 Regional Sports School, Luc'k Durata: 1h:14 - Spettatori: 200 | Paesi Bassi | 3 - 0 | Austria     | 25-19, 25-16, 27-25               |
| 4 gennaio 2013 Regional Sports School, Luc'k Durata: 1h:03 - Spettatori: 150 | Polonia     | 3 - 0 | Inghilterra | 25-13, 25-10, 25-15               |
| 4 gennaio 2013 Regional Sports School, Luc'k Durata: 2h:02 - Spettatori: 650 | Austria     | 3 - 2 | Ucraina     | 25-18, 24-26, 28-26, 20-25, 15-13 |
| 4 gennaio 2013 Regional Sports School, Luc'k Durata: 1h:03 - Spettatori: 345 | Lettonia    | 0 - 3 | Paesi Bassi | 14-25, 14-25, 16-25               |
| 5 gennaio 2013 Regional Sports School, Luc'k Durata: 1h:03 - Spettatori: 152 | Inghilterra | 0 - 3 | Austria     | 12-25, 17-25, 10-25               |
| 5 gennaio 2013 Regional Sports School, Luc'k Durata: 1h:23 - Spettatori: 500 | Ucraina     | 3 - 1 | Lettonia    | 22-25, 25-20, 25-12, 25-11        |
| 5 gennaio 2013 Regional Sports School, Luc'k Durata: 1h:11 - Spettatori: 200 | Paesi Bassi | 0 - 3 | Polonia     | 22-25, 18-25, 14-25               |
| 6 gennaio 2013 Regional Sports School, Luc'k Durata: 1h:09 - Spettatori: 128 | Lettonia    | 3 - 0 | Inghilterra | 25-23, 25-13, 25-17               |
| 6 gennaio 2013 Regional Sports School, Luc'k Durata: 1h:21 - Spettatori: 350 | Paesi Bassi | 3 - 1 | Ucraina     | 25-15, 9 -25, 25-18, 25-16        |
| 6 gennaio 2013 Regional Sports School, Luc'k Durata: 1h:06 - Spettatori: 100 | Polonia     | 3 - 0 | Austria     | 25-17, 25-17, 25-7                |
| 7 gennaio 2013 Regional Sports School, Luc'k Durata: 1h:03 - Spettatori: 130 | Inghilterra | 0 - 3 | Paesi Bassi | 11-25, 9-25, 19-25                |
| 7 gennaio 2013 Regional Sports School, Luc'k Durata: 0h:58 - Spettatori: 300 | Ucraina     | 0 - 3 | Polonia     | 11-25, 15-25, 15-25               |
| 7 gennaio 2013 Regional Sports School, Luc'k Durata: 1h:15 - Spettatori: 50  | Austria     | 3 - 0 | Lettonia    | 25-15, 28-26, 25-20               |

#### Classifica
| Pos | Squadra     | Pt | G | V | P | SV | SP | Ratio | PF  | PS  | Ratio |
| --- | ----------- | -- | - | - | - | -- | -- | ----- | --- | --- | ----- |
| 1   | Polonia     | 15 | 5 | 5 | 0 | 15 | 0  | MAX   | 375 | 215 | 1.752 |
| 2   | Paesi Bassi | 12 | 5 | 4 | 1 | 12 | 4  | 3.000 | 365 | 292 | 1.250 |
| 3   | Austria     | 8  | 5 | 3 | 2 | 9  | 8  | 1.125 | 366 | 360 | 1.017 |
| 4   | Ucraina     | 7  | 5 | 2 | 3 | 9  | 10 | 0.900 | 395 | 375 | 1.053 |
| 5   | Lettonia    | 3  | 5 | 1 | 4 | 4  | 12 | 0.333 | 288 | 378 | 0.762 |
| 6   | Inghilterra | 0  | 5 | 0 | 5 | 0  | 15 | 0.000 | 205 | 375 | 0.547 |

### Girone D

#### Risultati
| 3 gennaio 2013 Športna dvorana Balon, Nova Gorica Durata: 1h:41 - Spettatori: 30  | Israele    | 3 - 1 | Croazia    | 10-25, 27-25, 25-23, 25-20 |
| 3 gennaio 2013 Športna dvorana Balon, Nova Gorica Durata: 1h:13 - Spettatori: 300 | Slovenia   | 3 - 0 | Romania    | 25-21, 25-9, 25-21         |
| 3 gennaio 2013 Športna dvorana Balon, Nova Gorica Durata: 1h:17 - Spettatori: 25  | Bulgaria   | 3 - 0 | Slovacchia | 25-20, 25-18, 25-11        |
| 4 gennaio 2013 Športna dvorana Balon, Nova Gorica Durata: 1h:13 - Spettatori: 40  | Croazia    | 0 - 3 | Romania    | 22-25, 15-25, 18-25        |
| 4 gennaio 2013 Športna dvorana Balon, Nova Gorica Durata: 1h:09 - Spettatori: 30  | Slovacchia | 0 - 3 | Slovenia   | 10-25, 11-25, 10-25        |
| 4 gennaio 2013 Športna dvorana Balon, Nova Gorica Durata: 1h:20 - Spettatori: 50  | Israele    | 0 - 3 | Bulgaria   | 13-25, 16-25, 17-25        |
| 5 gennaio 2013 Športna dvorana Balon, Nova Gorica Durata: 1h:23 - Spettatori: 30  | Romania    | 0 - 3 | Slovacchia | 16-25, 21-25, 20-25        |
| 5 gennaio 2013 Športna dvorana Balon, Nova Gorica Durata: 1h:18 - Spettatori: 300 | Slovenia   | 3 - 0 | Israele    | 25-12, 25-8, 26-24         |
| 5 gennaio 2013 Športna dvorana Balon, Nova Gorica Durata: 1h:09 - Spettatori: 75  | Bulgaria   | 0 - 3 | Croazia    | 18-25, 17-25, 9-25         |
| 6 gennaio 2013 Športna dvorana Balon, Nova Gorica Durata: 1h:13 - Spettatori: 25  | Israele    | 0 - 3 | Romania    | 14-25, 14-25, 17-25        |
| 6 gennaio 2013 Športna dvorana Balon, Nova Gorica Durata: 1h:15 - Spettatori: 350 | Bulgaria   | 0 - 3 | Slovenia   | 14-25, 19-25, 19-25        |
| 6 gennaio 2013 Športna dvorana Balon, Nova Gorica Durata: 1h:54 - Spettatori: 30  | Croazia    | 3 - 1 | Slovacchia | 25-18, 23-25, 25-23, 25-22 |
| 7 gennaio 2013 Športna dvorana Balon, Nova Gorica Durata: 1h:39 - Spettatori: 20  | Romania    | 3 - 1 | Bulgaria   | 22-25, 25-23, 25-17, 25-12 |
| 7 gennaio 2013 Športna dvorana Balon, Nova Gorica Durata: 1h:14 - Spettatori: 300 | Slovenia   | 3 - 0 | Croazia    | 25-16, 25-17, 25-23        |
| 7 gennaio 2013 Športna dvorana Balon, Nova Gorica Durata: 1h:13 - Spettatori: 30  | Slovacchia | 3 - 0 | Israele    | 25-19, 25-17, 25-14        |

#### Classifica
| Pos | Squadra    | Pt | G | V | P | SV | SP | Ratio | PF  | PS  | Ratio |
| --- | ---------- | -- | - | - | - | -- | -- | ----- | --- | --- | ----- |
| 1   | Slovenia   | 15 | 5 | 5 | 0 | 15 | 0  | MAX   | 376 | 234 | 1.607 |
| 2   | Romania    | 9  | 5 | 3 | 2 | 9  | 7  | 1.286 | 355 | 327 | 1.086 |
| 3   | Bulgaria   | 6  | 5 | 2 | 3 | 7  | 9  | 0.778 | 323 | 342 | 0.944 |
| 4   | Slovacchia | 6  | 5 | 2 | 3 | 7  | 9  | 0.778 | 318 | 355 | 0.896 |
| 5   | Croazia    | 6  | 5 | 2 | 3 | 7  | 10 | 0.700 | 377 | 369 | 1.022 |
| 6   | Israele    | 3  | 5 | 1 | 4 | 3  | 13 | 0.231 | 272 | 394 | 0.690 |

### Girone E

#### Risultati
| 3 gennaio 2013 Sportshall, Nea Ionia Durata: 1h:15 - Spettatori: 100 | Francia     | 3 - 0 | Finlandia   | 25-16, 25-19, 25-14               |
| 3 gennaio 2013 Sportshall, Nea Ionia Durata: 0h:59 - Spettatori: 220 | Danimarca   | 0 - 3 | Grecia      | 14-25, 14-25, 6-25                |
| 3 gennaio 2013 Sportshall, Nea Ionia Durata: 1h:56 - Spettatori: 120 | Azerbaigian | 3 - 2 | Spagna      | 16-25, 25-23, 12-25, 25-21, 15-11 |
| 4 gennaio 2013 Sportshall, Nea Ionia Durata: 1h:18 - Spettatori: 70  | Francia     | 3 - 0 | Danimarca   | 27-25, 25-8, 25-23                |
| 4 gennaio 2013 Sportshall, Nea Ionia Durata: 2h:26 - Spettatori: 250 | Grecia      | 3 - 2 | Azerbaigian | 25-20, 21-25, 16-25, 25-15, 15-13 |
| 4 gennaio 2013 Sportshall, Nea Ionia Durata: 2h:07 - Spettatori: 100 | Finlandia   | 3 - 2 | Spagna      | 23-25, 23-25, 25-22, 25-19, 15-13 |
| 5 gennaio 2013 Sportshall, Nea Ionia Durata: 1h:06 - Spettatori: 80  | Azerbaigian | 0 - 3 | Francia     | 14-25, 9-25, 17-25                |
| 5 gennaio 2013 Sportshall, Nea Ionia Durata: 1h:08 - Spettatori: 400 | Spagna      | 0 - 3 | Grecia      | 16-25, 12-25, 24-26               |
| 5 gennaio 2013 Sportshall, Nea Ionia Durata: 1h:48 - Spettatori: 50  | Danimarca   | 1 - 3 | Finlandia   | 15-25, 25-27, 25-23, 18-25        |
| 6 gennaio 2013 Sportshall, Nea Ionia Durata: 2h:01 - Spettatori: 100 | Francia     | 3 - 2 | Spagna      | 23-25, 22-25, 25-19, 25-11, 18-16 |
| 6 gennaio 2013 Sportshall, Nea Ionia Durata: 1h:34 - Spettatori: 450 | Finlandia   | 1 - 3 | Grecia      | 25-15, 15-25, 23-25, 12-25        |
| 6 gennaio 2013 Sportshall, Nea Ionia Durata: 1h:47 - Spettatori: 50  | Danimarca   | 2 - 3 | Azerbaigian | 13-25, 10-25, 25-22, 25-14, 7-15  |
| 7 gennaio 2013 Sportshall, Nea Ionia Durata: 1h:40 - Spettatori: 300 | Grecia      | 1 - 3 | Francia     | 25-19, 21-25, 11-25, 17-25        |
| 7 gennaio 2013 Sportshall, Nea Ionia Durata: 1h:13 - Spettatori: 50  | Azerbaigian | 0 - 3 | Finlandia   | 16-25, 18-25, 18-25               |
| 7 gennaio 2013 Sportshall, Nea Ionia Durata: 1h:19 - Spettatori: 50  | Spagna      | 3 - 0 | Danimarca   | 25-23, 25-20, 25-23               |

#### Classifica
| Pos | Squadra     | Pt | G | V | P | SV | SP | Ratio | PF  | PS  | Ratio |
| --- | ----------- | -- | - | - | - | -- | -- | ----- | --- | --- | ----- |
| 1   | Francia     | 14 | 5 | 5 | 0 | 15 | 3  | 5.000 | 434 | 315 | 1.378 |
| 2   | Grecia      | 11 | 5 | 4 | 1 | 13 | 6  | 2.167 | 417 | 353 | 1.181 |
| 3   | Finlandia   | 8  | 5 | 3 | 2 | 10 | 9  | 1.111 | 410 | 404 | 1.015 |
| 4   | Spagna      | 6  | 5 | 1 | 4 | 9  | 12 | 0.750 | 432 | 459 | 0.941 |
| 5   | Azerbaigian | 5  | 5 | 2 | 3 | 8  | 13 | 0.615 | 384 | 437 | 0.879 |
| 6   | Danimarca   | 1  | 5 | 0 | 5 | 3  | 15 | 0.200 | 319 | 428 | 0.745 |

## Squadre qualificate
- Francia
- Germania
- Grecia
- Italia
- Paesi Bassi
- Polonia
- Rep. Ceca
- Russia
- Slovenia